# Jean Diot y Bruno Lenoir

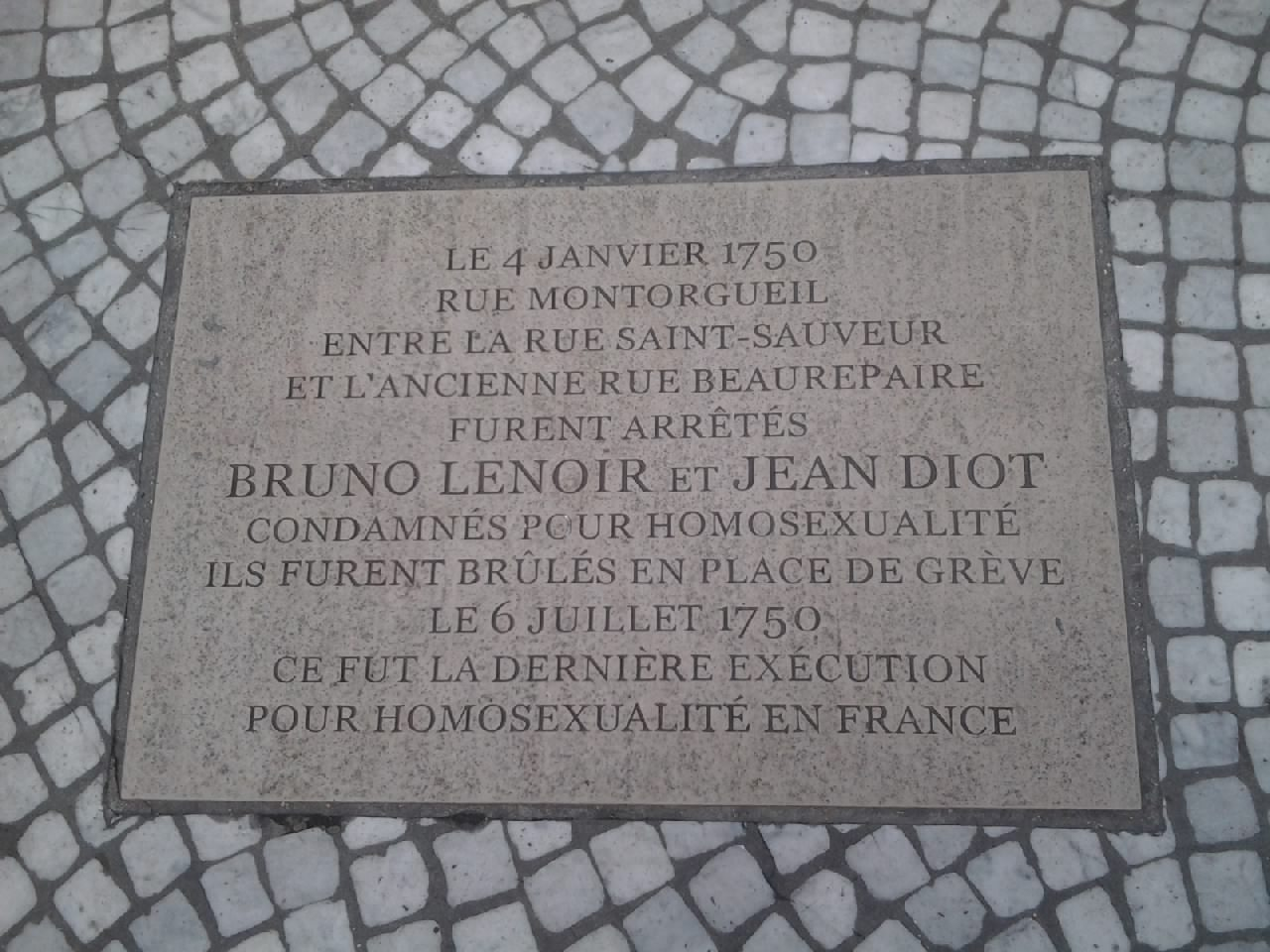
Placa conmemorativa frente al 67 de la rue Montorgueil (París 2e). Junio de 2016.

Jean Diot y Bruno Lenoir fueron los dos últimos franceses condenados a muerte por homosexualidad. Al final de un juicio de seis meses, fueron condenados a la horca y luego quemados en París, en la place de Grève, el 6 de julio de 1750. En 2014, se inauguró una placa para conmemorar su memoria.

## Declaración de hechos
El 4 de enero de 1750, Julien Dauguisy, sargento de la guardia, declaró ante el juez Jacques François Charpentier que ese mismo día, hacia las once de la noche, vio en la calle Montorgueil, entre las calles Saint-Sauveur y Beaurepaire, a dos hombres "de manera indecente y reprobable", uno de los cuales le parecía borracho. Los arrestó y encarceló.
Los acusados fueron interrogados el 9 de enero. Jean Diot trabajaba en una charcutería cercana ubicada en la rue de la Fromagerie, propiedad de la señora Marin. Tenía 40 años en ese momento. Bruno Lenoir era un zapatero de 23 años. Este último afirmó que Diot le ofreció sexo anal lo que fue abortado por la llegada de un testigo. Diot negó los hechos: habiendo visto a Lenoir dormido en el escalón de una puerta, le quiso ayudar. Jean Diot no sabía escribir y no pudo firmar su testimonio, a diferencia de Lenoir.

## Juicio y ejecución
De origen modesto, los dos acusados carecían de medios y especialmente de relaciones para defenderse.
El 11 de abril de 1750, el fiscal exige la pena de muerte en la hoguera, castigo reservado, en la Europa cristiana, a herejes, hechiceros y sodomitas.
La sentencia fue dictada el 27 de mayo y registrada el 7 de junio en el Parlamento de París. Este tribunal falló y condenó a los dos hombres, nuevamente interrogados el 5 de junio, a la confiscación de sus bienes o, en su defecto, el pago de una multa de 200 libras cada uno, a morir en la hoguera y esparcir sus cenizas al viento. Se introduce una cláusula de retención: los condenados "serán estrangulados en secreto antes de sentir el fuego". Sugiere una intervención de los familiares de los condenados para evitar, por una tarifa, un final particularmente atroz. 
La ejecución tuvo lugar en la place de Grève el lunes 6 de julio de 1750 a las 17h. El memorialista Edmond Jean François Barbier lo cuenta en su diario: 

Aujourd'hui, lundi 6, on a brûlé en place de Grève, publiquement, à cinq heures du soir, ces deux ouvriers : savoir, un garçon menuisier et un chaircuitier, âgés de 18 et 25 ans, que le guet a trouvés en flagrant délit, dans les rues, le soir, commettant le crime de sodomie ; il y avait apparemment un peu de vin sous jeu pour pousser l'effronterie à ce point. J'ai appris, à cette occasion, que devant les escouades du guet à pied, marche un homme vêtu de gris qui remarque ce qui se passe dans les rues, sans être suspect, et qui, ensuite, fait approcher l'escouade. C'est ainsi que nos deux hommes ont été découverts. Comme il s'est passé quelque temps sans faire l'exécution, après le jugement, on a cru que la peine avait été commuée à cause de l'indécence de ces sortes d'exemples, qui apprennent à bien de la jeunesse ce qu'elle ne sait pas. Mais on dit que c'est une contestation entre le lieutenant-criminel et le rapporteur [...] Bref, l'exécution a été faite pour faire un exemple, d'autant que l'on dit que ce crime devient très commun et qu'il y a beaucoup de gens à Bicêtre pour ce fait. Et comme ces deux ouvriers n'avaient point de relations avec des personnes de distinction, soit de la Cour, soit de la ville, et qu'ils n'ont apparemment déclaré personne, cet exemple s'est fait sans aucune conséquence pour les suites [...] On n'a point crié le jugement pour s'épargner apparemment le nom et la qualification du crime. On avait crié en 1726 pour le sieur Deschauffour, pour crime de sodomie.
"Hoy, lunes 6, quemaron en la Place de Greve, públicamente, a las cinco de la tarde, estos dos obreros: a saber, un joven carpintero y un charcutero, de 18 y 25 años, a quienes la guardia encontró en flagrante delito, en las calles, de noche, cometiendo el delito de sodomía; Aparentemente había algo de vino en juego para llevar el desenfreno a este punto. En esta ocasión, supe que frente a los escuadrones de la guardia a pie, un hombre vestido de gris estaba caminando, notando lo que estaba sucediendo en las calles, sin sospechar, y luego acercando al escuadrón. Así fueron descubiertos nuestros dos hombres. Como pasó algún tiempo sin hacer la ejecución, después de la sentencia, se creyó que la sentencia había sido conmutada debido a la indecencia de este tipo de ejemplos, que enseñan a la juventud lo que ella no sabe. Pero se dice que es una disputa entre el teniente criminal y el reportero [...] En resumen, la ejecución se hizo para dar ejemplo, especialmente porque se dice que este crimen se está volviendo muy común y que hay mucha gente en Bicêtre por este hecho. Y como estos dos obreros no tenían relación con personas distinguidas, ni de la Corte ni de la ciudad, y aparentemente no declararon a nadie, este ejemplo no tuvo ninguna consecuencia por las consecuencias. [...] La sentencia no se gritó para guardar el nombre y la descripción del crimen. Se había clamado en 1726 por Sieur Deschauffour, por el delito de sodomía."
Edmond Jean François Barbier, Journal historique et anecdotique, Biblioteca Nacional de Francia, manuscrito francés 10289, folios 149 y 152.

## Placa conmemorativa
El 18 de octubre de 2017, frente al número 67 de la rue Montorgueil, en la esquina de rue Bachaumont, la alcaldesa de París Anne Hidalgo inauguró en su memoria una placa adherida a la acera. En nombre del deber de la memoria, Jean Diot y Bruno Lenoir se erigieron en símbolo de las víctimas de la homofobia. 
En 2018, la placa fue vandalizada dos veces. En mayo, fue quemada una corona conmemorativa; en julio, la placa apareció cubierta de pintura negra y de folletos hostiles a la homosexualidad.